# Barbara Blackburn
Barbara Blackburn (Oregón, 25 de septiembre de 1920 — 18 de abril de 2008) fue la mecanógrafa más rápida del mundo. En 1985 el Guinness Book of World Records verificó que mantuvo una velocidad media de 150 ppm (palabras por minuto) durante 50 minutos (37 500 pulsaciones a una media de 12,5 pulsaciones por segundo). En cpm (caracteres por minuto), son 750 teclas por minuto.

## Historia

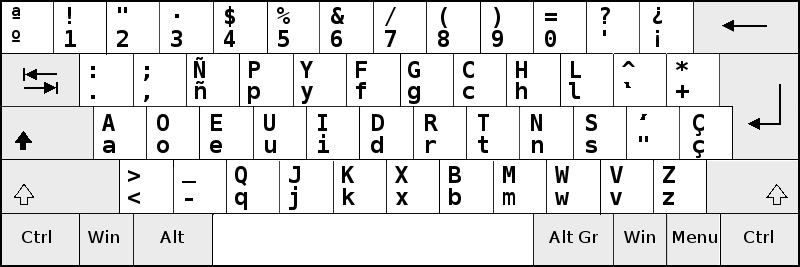
El teclado Dvorak español

Barbara Blackburn nació en Salem, Oregón, Estados Unidos. 
En el instituto de Pleasant Hill, Misuri, era de las mejores estudiantes. Sin embargo en la asignatura de mecanografía suspendió sacando la nota más baja (I-minus). Esto bajó su nota media y se graduó la tercera de una clase de 46 alumnos.
En 1938 cuando estudiaba en una Escuela de Negocios puso sus manos por primera vez en un teclado Dvorak. En pocos años su velocidad estaba en 138 wpm (palabras por minuto).
Cuando un representante de la Royal Typewriter Co. fue a su Escuela de Negocios buscando a alguna persona para hacer demostraciones del teclado Dvorak, ella decidió probar.
Después de graduarse en la Escuela de Negocios trabajó como secretaria legal en Kansas City siempre usando un teclado Dvorak. 
Más tarde trabajó como encargada de una oficina de una compañía electrónica y después como responsable de ventas. 
Participó en demostraciones de velocidad en la Canadian National Exposition y en la Canadian Educational Conference. Fue allí donde fue cronometrada para el Guinness Book of World Records, donde permaneció durante una década como la mecanógrafa más rápida del mundo. Más adelante se retiró la categoría.
Posteriormente Barbara Blackburn fue a trabajar a State Farm Insurance en Salem, donde estuvo empleada en el departamento de procesamiento de textos hasta que se retiró en 2002.
Participó en un anuncio de televisión para Apple Computer, que presentaba un teclado intercambiable  Qwerty-Dvorak para su modelo Apple IIc.
Durante su estancia en Nueva York para la grabación del anuncio, participó en el Show de David Letterman, donde Letterman hizo broma de lo que ella pensaba que iba a ser una demostración seria de velocidad mecanográfica. 

El show se emitió en la noche del jueves, después de que hubiera vuelto a Salem. Habían ampliado mi fotografía a un tamaño gigantesco y habían puesto la máquina de escribir en una mesa. Detrás de la cual apareció Letterman y dijo: “No cabe duda de que la señora Blackburn es muy agradable, pero debe ser la mayor estafadora y timadora del mundo.” Que Letterman siga con su programa año tras año es algo que me sorprende. Tengo grabaciones de todas mis apariciones en televisión, pero me niego a ver el fiasco de Letterman.

Barbara Blackburn falleció en abril de 2008.

## Citas
‘It makes much more sense than the standard, so-called Qwerty keyboard.‘
‘El Dvorak es mucho más lógico que el llamado teclado Qwerty.’

‘Typing was the bane of my existence..‘
‘La mecanografía fue el veneno de mi existencia.’

‘I left with the reputation as the best legal secretary in Kansas City.‘
‘Cuando me fui de Kansas City lo hice con la reputación de ser la mejor secretaria legal de la ciudad.’

## Marcas de velocidad
En 1985 The Guinness Book of World Records verificó que:
1. Mantuvo una velocidad media de 150 ppm (palabras por minuto) durante 50 minutos (37.600 pulsaciones a una media de 12,5 pulsaciones por segundo).
2. Tuvo picos de velocidad de 170 ppm.

Su porcentaje de errores estuvo en un 0,2%.